# آتولیا
آتولیا (به یونانی: Αἰτωλία، به زبان رومی: Aἰtōlía) منطقه کوهستانی یونان در ساحل شمالی خلیج کورینت است که بخش شرقی واحد منطقه ای مدرن آتولی-آکارنانیا را تشکیل می‌دهد.
رود آچلوس، آتولی را از آکارنانیا در غرب جدا می‌کرد. در شمال با اپیروس و تسالی مرزهایی داشت. در شرق با اوزولیان لوکریس. و در جنوب، ورودی خلیج کورینت، حدود آتولی را مشخص می‌کرد.
در دوران کلاسیک، آتولی شامل دو بخش بود: «اتولیای قدیم» (به یونانی: Παλιά Αιτωλία، به زبان رومی: Paliá Aitolía) در غرب، از Achelous تا اوینوس و کالیدون. و «اتولیای جدید» (به یونانی: Νέα Αιτωλία، رومی شده: Néa Aitolía) یا «اتولیای اکتسابی» (به یونانی: Αἰτωλία Ἐπίκτητος، رومی: Aitolía Epíktitos) در شرق، از ایونوس و کالیدون گرفته تا اوزولیان لوکریانس. این ایالت دارای منطقه ساحلی هموار و پربار، اما نواحی داخلی غیرمولد و کوهستانی است. کوه‌ها حاوی حیوانات وحشی بسیاری بودند و حتی به اساطیر یونان نیز راه یافته و به عنوان صحنه شکار گراز کالیدونیایی که گراز آتولی نیز نامیده می‌شود، شهرت پیدا کرد.